# (595) Polyxena
(595) Polyxena – planetoida należąca do zewnętrznej części pasa głównego asteroid okrążająca Słońce w ciągu 5 lat i 275 dni w średniej odległości 3,21 j.a. Została odkryta 27 marca 1906 roku w Landessternwarte Heidelberg-Königstuhl w Heidelbergu przez Augusta Kopffa. Nazwa planetoidy pochodzi od księżniczki Polikseny, córki Priama i Hekabe w mitologii greckiej. Przed nadaniem nazwy planetoida nosiła oznaczenie tymczasowe (595) 1906 TZ.